# Volker Eckert
Volker Eckert (Plauen, 1 de juliol de 1959 - Bayreuth, 2 de juliol de 2007) va ser un assassí en sèrie alemany que va matar sis dones a Alemanya de l'Est, França i Espanya entre 1974 i 2006. Eckert va confessar només sis assassinats, cinc dels quals eren treballadores sexuals, però se sap que va matar almenys nou dones, i també està acusat de cometre assassinats addicionals de dones a diversos països europeus com Itàlia i la República Txeca, però les investigacions es van tancar després que Eckert es va suïcidar durant el seu procés penal el 2 de juliol de 2007.

## Biografia
Volker Eckert va néixer l'1 de juliol de 1959 a Plauen. Era el més gran d'una família de tres fills. La seva mare va expulsar el seu pare del seu apartament als anys 60.
El 1968, quan tenia 9 anys, Volker va experimentar excitació sexual per acariciar els cabells d'una de les nines de la seva germana. Va continuar explorant el seu interès sexual pels cabells amb les nines de la seva germana i algunes de les perruques de la seva mare emmagatzemades a les golfes. Finalment, se centraria en dones amb els cabells llargs i luxosos que va començar a fetitxitzar amb nines i perruques durant la infància.
El 1968 i el 1969, amb una pubertat precoç, Volker no es va atrevir a dir als seus companys de classe sobre la seva pubertat prematura, per por que se'n riguessin i es creés malentesos. Aleshores es va imaginar que tota la gent que el va precedir reaccionaria com ell.
A principis de la dècada de 1970, l'"escenari" de Volker va agafar proporcions enormes, fins i tot arribant fins a les seves pròpies nines. Va amplificar el seu "escenari" perquè creia que cap dona el deixaria tocar-li els cabells.
Durant el curs escolar 1973-1974, quan tenia 14 anys, Volker Eckert va fixar-se en diversos dels seus companys de cabells llargs, per tal d'estrangular-los i acariciar-los els cabells després.

## Assassinats
El 7 de maig de 1974, Volker Eckert (14 anys) va atraure una companya de classe Silvia Unterdörfel al seu àtic i la va estrangular amb un cordó de cortina. Però quan la seva víctima es va resistir, Eckert la va estrangular amb més força i Silvia va morir a causa de les seves ferides. Un cop la seva víctima va morir, Eckert li va acariciar els cabells i va disfressar el seu assassinat de suïcidi penjant-li un cordó al coll i al pom de la porta. El cas seria classificat com a suïcidi i Eckert no es va veure pertorbat per l'assassinat. Amb tot just 15 anys, Eckert viuria amb el secret de l'assassinat durant més de 32 anys.
El 1975, Eckert va treballar amb el seu pare com a pintor. No obstant això, va passejar pels carrers de Plauen durant la nit, buscant "dones", segons les seves paraules.
L'any 1977, quan tenia 18 anys, Eckert va ser detingut de nou després de ser enxampat una nit estrangulant una dona al carrer. Va ser empresonat per aquesta agressió sexual però només durant vuit mesos. També va confessar al doctor Nedopil que, sabent que la policia tenia el seu ADN, Eckert va dir que estava alleujat de ser arrestat en cas de reincidència. Va sortir de la presó el 1978. En aquell moment tenia 19 anys.
Entre 1979 i 1987, Volker Eckert va començar a agredir una trentena de dones diferents dels carrers foscos de Plauen. Durant la seva actuació, Eckert va estrangular les seves víctimes, però no va matar cap d'elles, i les deixava inconscients. Quan els seus pares van morir, Eckert va intentar distreure's tenint cura de la seva germana petita i del seu germà. Va confessar al psiquiatre que això va ser "l'únic vàlid" què va aconseguir. Poc després, els germans d'Eckert van ser portats a viure amb la seva tia, i a causa de la seva reclusió va començar a enfonsar-se, pel que recorda, durant els vuit anys següents.
L'abril de 1987 es va cometre un assassinat a Plauen: el cos sense vida de Heike Wunderlich, de 18 anys, va ser trobat al bosc de Plauen. La jove va ser estrangulada i despullada. Es va suposar que l'assassinat de Wunderlich no tenia relació amb els assalts d'Eckert, ja que la víctima va ser assassinada. L'afer es va tancar sense continuació i Eckert mai es preocuparia per l'assassinat.
A finals de 1987, Eckert va cometre un altre assalt violent a una adolescent. Aquell vespre, la Claudia, de 16 anys, passejava pels carrers de Plauen. Eckert la va veure i va decidir seguir-la discretament. Es va acostar a la Clàudia i després es va llançar sobre ella. Va tenir lloc una baralla i Eckert la va estrangular, després li va acariciar els cabells. Després d'aquest nou incident, Eckert va marxar, deixant la Claudia inconscient. Quan es va despertar, la Clàudia va denunciar l'agressió i va dibuixar un retrat. Quan es va distribuir el retrat compost, el doctor Nedopil va reconèixer formalment la cara d'un home que havia examinat en el passat: Volker Eckert, de 28 anys. Sabent que Eckert era conegut per la policia per actes d'agressió sexual, el doctor Nedopil va avisar la comissaria de Plauen. Eckert va ser detingut per l'intent d'homicidi comès a Claudia i després va ser detingut.
El 1988, Eckert va ser jutjat per l'intent d'assassinat de Claudia. Aleshores tenia 29 anys. Al final del seu judici, Eckert va ser declarat culpable d'intent d'assassinat i condemnat a 12 anys de presó. Mentre estava detingut, Eckert va rebre només unes poques hores de teràpia d'un psicòleg que havia sentit parlar de les seves fantasies sexuals. Però es va concloure que Volker Eckert podria ser alliberat sense problemes.
El juliol de 1994, Eckert va sortir de la presó, després 6 anys i mig de detenció. Aixcí que al sortir es va convertir en conductor de camió el 1999. Va utilitzar el seu camió per atraure prostitutes i així redescobrir la seva "fantasia infantil".
Les seves víctimes van treballar com a treballadores sexuals en aquests països entre 2001 i 2006:
- 25 de juny de 2001, una treballadora sexual nigeriana prop de Chermignac, prop de la ciutat de Bordeus a l'oest de França
- 9 d'octubre de 2001, una treballadora sexual de 24 anys a Maçanet de la Selva, Catalunya
- 1 de març de 2005, una treballadora sexual russa a Sant Sadurní d'Osormort, Catalunya
- 2 d'octubre de 2006, una treballadora sexual polonesa de 28 anys a Reims, França
- 2 de novembre de 2006, una treballadora sexual búlgara de 20 anys a Hostalric, Catalunya[6]

En la majoria dels casos, Eckert va estrangular les dones, els va fer autopsies d'aficionat i finalment les va fotografiar. A més, tallava els cabells o vestia els cadàvers i els guardava a la cabina del seu camió o al seu apartament.

### Assassinats no confirmats
Es creu que Eckert va cometre almenys set assassinats addicionals a Europa, incloent-hi:
- Abril de 1987, un jove de 18 anys a Plauen, Alemanya de l'Est
- Agost de 2002: una treballadora sexual de 23 anys de Sierra Leone a Troyes, França
- 5 de setembre de 2004: una treballadora sexual ghanesa de 25 anys a Rezzato, Itàlia
- Quatre dones més, tres d'elles a la República Txeca i una a França, segons la policia d'aquests països

### Arrest
Després de l'assassinat del 2 de novembre de 2006, es va denunciar als Mossos d'Esquadra una imatge captada per una càmera de vigilància que mostrava el camió d'Eckert al costat del cadàver nu de la seva víctima, que es trobava al costat de l'aparcament. Eckert va ser identificat a través del camió, i unes setmanes més tard la policia alemanya el va detenir a Wesseling, prop de Colònia, el 17 de novembre de 2006. La policia va trobar trossos de cabells i imatges de les seves víctimes sotmeses a diverses tortures al camió d'Eckert i a casa seva. Durant els interrogatoris, Eckert va reconèixer haver comès sis assassinats, les cinc treballadores sexuals a França i Espanya, i el del seu company de classe a Alemanya.

## Mort
El juliol de 2007, mentre esperava el judici, Eckert es va suïcidar el 2 de juliol de 2007, enmig d'un procés penal contra ell, i va ser trobat mort a la seva cel·la a Bayreuth a Baviera.

## Mitjans de comunicació
El cas d'Eckert es va tractar al dissetè episodi de la primera temporada de la sèrie World's Most Evil Killers. També apareix explicat al segon capítol de la sèrie El forense en la qual el forense Narcís Bardalet Viñals relata el cas i les respectives autòpsies dels cadàvers.